# Bathyraja abyssicola
Raie des profondeurs
Espèce
Statut de conservation UICN

 DD  : Données insuffisantes
Bathyraja abyssicola, la Raie des profondeurs, est une espèce de raies de la famille des Arhynchobatidae.

## Description
Cette espèce peut atteindre une taille de 157 cm,.

## Distribution
Cette raie se rencontre aux États-Unis (îles Aléoutiennes, Alaska), Canada (Colombie-Britannique) , au sud du Japon, en Russie (ouest de la Mer de Béring), et jusqu'au Mexique au large des Îles Coronado et de la Basse Californie,. Elle est présente entre 362 et 2 910 m de profondeur

## Taxonomie
Le nom valide complet (avec auteur) de ce taxon est Bathyraja abyssicola (Gilbert, 1896).
L'espèce a été initialement classée dans le genre Raja sous le protonyme Raja abyssicola par Charles Henry Gilbert en 1896.
Ce taxon porte en français le nom vernaculaire ou normalisé suivant : Raie des profondeurs.

### Synonymie
Il existe un synonyme pour l'espèce Bathyraja abyssicola, en l'occurrence le basionyme sous lequel elle a été décrite en 1896 :
- Raja abyssicola Gilbert, 1896

### Étymologie
Son épithète spécifique, formé du latin abyssus, « abysse », et du suffixe -cola, « qui habite », fait référence à la grande profondeur à laquelle cette raie a été découverte (l'holotype a été capturé à 2 904 m de profondeur).

### Publication originale
- (en) C.H. Gilbert, « The ichthyological collections of the steamer Albatross during the years 1890 and 1891 », United States Commission of Fish and Fisheries, Report of the Commissioner, États-Unis, vol. 19, no 6,‎ 1896, p. 393-476.